# ديبي بورسيل
ديبي بورسيل (بالإنجليزية: Debi Purcell)‏ هي لاعبة تايكوندو أمريكية، ولدت في 11 مارس 1969 في شاطئ هنتنغتون في الولايات المتحدة.

## حياتها السابقة
شاركت بورسيل في التشجيع والرقص والجمباز التنافسي طوال فترة مراهقتها المبكرة. تركت فيما بعد الجمباز ودرست فنون الدفاع عن النفس. في سن السابعة عشر، تعرفت على تاي كوون دو وعرفها هذا لاحقًا على رياضة الكيك بوكسينغ والملاكمة والبرازيلية جيو جيتسو.
تشارك بنشاط في دعم فنون القتال المختلطة للسيدات، بعد أن أنشأت Fightergirls.com و WMAA (جمعية فنون الدفاع عن النفس النسائية)، إلى جانب كونها منافسة عالمية المستوى. بدأت بورسيل أيضًا Fightergirls، وهي خط ملابسها الخاص بها في مجال اللياقة البدنية والنسائية الناجحة للغاية، والتي تصمم فيها كل قطعة بشكل شخصي.
وقعت بورسيل صفقة ثلاثية مع Elite XC. كانت معركتها الأولى ضد Rosi Sexton في ShoXC: Suganuma مقابل Hamman II في 15 أغسطس 2008. خسر Purcell المعركة بواسطة Split Decision.

## وصلات خارجية
- ديبي بورسيل على موقع شيردوغ (الإنجليزية)
- ديبي بورسيل على موقع IMDb (الإنجليزية)